# ラオス国家建設戦線

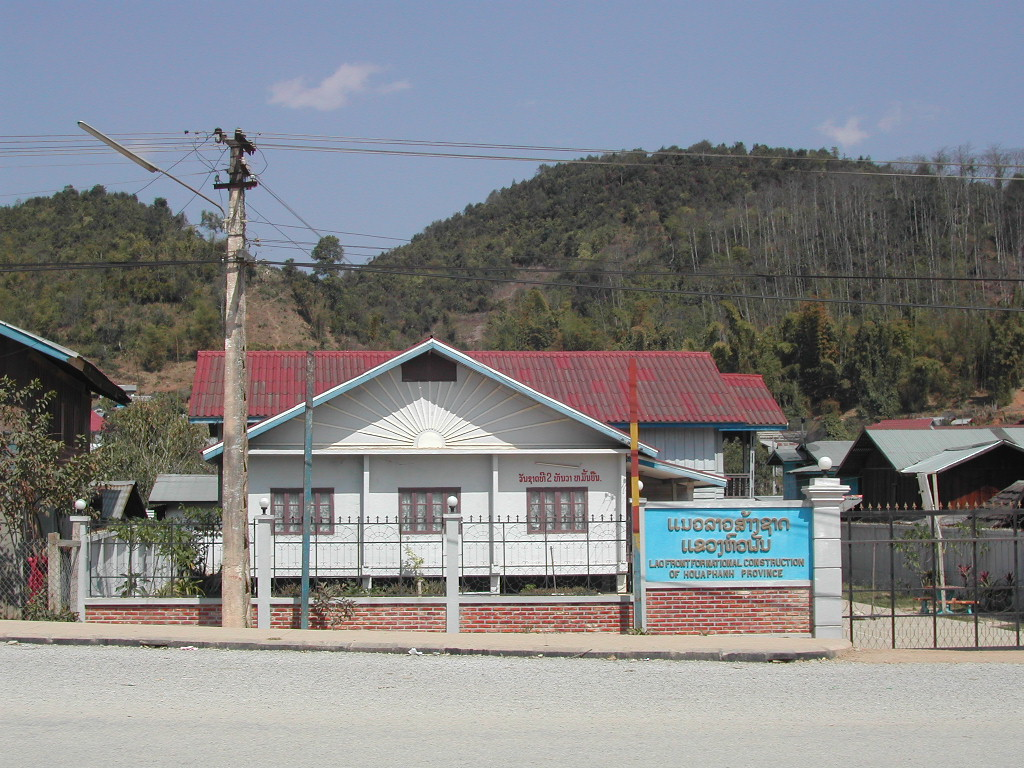
フアパン県サムヌア郡に位置する本部

ラオス国家建設戦線（ラオスこっかけんせつせんせん、英語：Lao Front for National Construction、略称：LFNC）は、現在のラオスにおける社会政治団体である。1979年にネーオ・ラーオ・ハクサート（ラオス愛国戦線）を母体に設立された。ラオス人民革命党中央委員会・大衆組織部の管轄下で、社会活動を行っている。

## 歴代議長
- スパーヌウォン（1979年2月20日 - 1988年10月）
- プーミ・ウォンウィチット（1988年10月 - 1991年9月7日）※議長代行（1987年9月 - 1988年10月）
- マイスック・サイソンペン（1991年9月7日 - 1996年?）
- ウドム・カッティニャ（1996年? - 1999年12月9日）※在任中に死去
- シーサワット・ケーオブンパン（2001年 - 2011年）
- ファンドゥンチット・ヴォングサ（2011年 - 2016年）
- サイソムフォン・ポムウィハーン（2016年 - 現職）